# Port lotniczy Florø
Port lotniczy Florø (IATA: FRO, ICAO: ENFL) – port lotniczy położony w Florø, w okręgu Sogn og Fjordane, w Norwegii.

## Linie lotnicze i połączenia
| Linia lotnicza | Kierunek           |
| -------------- | ------------------ |
| DAT            | 1. Oslo-Gardermoen |
| Widerøe        | 1. Bergen          |